# Mr. Kern
Mr Kern, cuyo nombre real es Mathia Liniado, (Buenos Aires, 1981) es un dibujante de cómics, ilustrador y artista de grafiti.
Estudió artes aplicadas en Burdeos y Barcelona (Escuela La Llotja). Heredero de influencias tan dispares como el cómic underground de los años 80, la pintura surrealista, el arte urbano o la obra de Diego de Velázquez.
La propuesta artística de Mr. Kern quiere ir más allá de lo visual, apelando también a otros sentidos: «Uso una técnica en la que incorporó paté, lo que le confiere un olor a la obra, lo que la hace ser también un odorama», para ello se sirve de soportes dispares como pueden ser cartones de pizzas, cajas de alimentos congelados, zapatillas, pan duro, cualquier lugar es bueno para dibujar, crear y transmitir un mensaje de humor.
En 2002 publicó el libro Le Cendart que contiene páginas de cómic, retratos y algunos de sus muros grafiteados.
Ha participado en certámenes de cultura urbana y exposiciones internacionales en Londres, Luxemburgo, Madrid, Barcelona, Sevilla y Mánchester.
Sobre su trabajo él dice que está «harto de lo perfectos que debemos ser todos» y que está «cansado de que todo lo que nos guste sea absolutamente redondo, cuadrado y por ende, bello».
En 2017 comenzó a publicar en la revista francesa Fluide Glacial. Ese mismo año, junto a Antoine Pinson, publicó su primera novela gráfica, El caso Alain Lluch, una fantasía desquiciada sobre el marketing, la alimentación y el capitalismo en definitiva.